# Audio Secrecy
Audio Secrecy ist das dritte Studioalbum der US-amerikanischen Rockband Stone Sour.

## Entstehungsgeschichte
Nachdem die Tour zu dem Album Come What(ever) May 2007 abgeschlossen wurde, gingen die Bandmitglieder wieder getrennte Wege um sich anderen Projekten zu widmen. Corey Taylor und James Root nahmen mit Slipknot deren viertes Album All Hope Is Gone auf, welches 2008 erschien. Die Tour dauerte bis November 2009. Allerdings veröffentlichte Stone Sour bereits im Sommer 2009 auf ihrer offiziellen Website ein Count Up. 
Am 1. Dezember 2009 gab Taylor in einem Interview bekannt, dass das neue Album von Rob Cavallo produziert werden sollte. Er sagte auch, dass die Aufnahmen ab Februar 2010 laufen würden. Jedoch verriet er noch keine Details. Am 12. Januar 2010 folgte eine Pressemitteilung, in der man ankündigte, dass Nick Raskulinecz anstatt Rob Cavallo das Album produzieren würde. Raskulinecz hatte bereits das Vorgänger-Album Come What(ever) May produziert. Die Band richtete ein offizielles Twitter-Profil ein, auf denen die Aufnahmen für das Album von den Fans verfolgt werden konnten. Während der Aufnahmen wurde der Song The Pessimist aufgenommen, der später ein Soundtrack-Beitrag zu Transformers 3 wurde. Das Stück ist jedoch nicht auf dem Album enthalten. Es wurde ebenfalls wie auf den Vorgängeralben (Omega und Frozen) eine Ansprache von Corey Taylor aufgenommen. Das Stück wurde jedoch nicht veröffentlicht. 
Bereits am 21. Juni 2010 erschien via iTunes die erste Single, Mission Statement. Neben Mission Statement wurden als Singles Say You’ll Haunt Me, Digital (Did You Tell) und Hesitate ausgekoppelt. Zu allen Singles – bis auf Mission Statement – gab es auch ein Musikvideo. Das Album erschien am 3. September in Europa und am 7. September in Amerika. Es verkaufte sich in den USA über 46.000-mal. Audio Secrecy wurde Slipknot-Bassist Paul Gray gewidmet. Er war am 24. Mai 2010 an einer Überdosis Morphium und Fentanyl in Verbindung mit einer Herzerkrankung verstorben.

## Rezeption
Thorsten Zahn vom Metal Hammer äußerte, dass die Songs des Albums ausgefeilter, reifer und leidenschaftlicher wären als alles, was Stone Sour bisher veröffentlicht hätten. Das Material sei zudem tauglich für die großen Stadien. Zwar meinte er, dass alte Fans mit dem Album Probleme haben könnten, vergab aber volle Punktzahl bei sieben möglichen Punkten.
Ronny Bittner vom Rock Hard betonte, dass Audio Secrecy die logische Weiterentwicklung einer Band wäre, die mindestens drei Weltklasse-Songwriting-Talente (Taylor, Root, Rand) vereinen würde. Er vergab acht von zehn möglichen Punkten.
Michael Edele von Laut.de meinte jedoch, dass die innerliche Ausgeglichenheit von Corey Taylor auf Kosten seiner Kreativität gehen würde und in der zweiten Hälfte des Albums Hits Mangelware wären. Er vergab drei von fünf möglichen Sternen.

## Chartplatzierungen
| Jahr | Titel         | Höchstplatzierung, Gesamtwochen, AuszeichnungChartplatzierungen (Jahr, Titel, Platzierungen, Wochen, Auszeichnungen, Anmerkungen) | Höchstplatzierung, Gesamtwochen, AuszeichnungChartplatzierungen (Jahr, Titel, Platzierungen, Wochen, Auszeichnungen, Anmerkungen) | Höchstplatzierung, Gesamtwochen, AuszeichnungChartplatzierungen (Jahr, Titel, Platzierungen, Wochen, Auszeichnungen, Anmerkungen) | Höchstplatzierung, Gesamtwochen, AuszeichnungChartplatzierungen (Jahr, Titel, Platzierungen, Wochen, Auszeichnungen, Anmerkungen) | Höchstplatzierung, Gesamtwochen, AuszeichnungChartplatzierungen (Jahr, Titel, Platzierungen, Wochen, Auszeichnungen, Anmerkungen) | Anmerkungen |
| Jahr | Titel         | DE | AT | CH | UK | US | Anmerkungen |
| ---- | ------------- | --- | --- | --- | --- | --- | ----------- |
| 2010 | Audio Secrecy | DE3 (7 Wo.)DE | AT5 (6 Wo.)AT | CH7 (3 Wo.)CH | UK6 (4 Wo.)UK | US6 (11 Wo.)US |             |

## Titelliste
Die Special Edition enthält zusätzlich ein Making-of des Albums.
| #  | Titel                  | Länge | Anmerkung                |
| -- | ---------------------- | ----- | ------------------------ |
| 1  | Audio Secrecy          | 1:43  | Intro                    |
| 2  | Mission Statement      | 3:50  | Erste Single             |
| 3  | Digital (Did You Tell) | 4:00  | Dritte Single            |
| 4  | Say You’ll Haunt Me    | 4:24  | Zweite Single            |
| 5  | Dying                  | 3:01  |                          |
| 6  | Let’s Be Honest        | 3:44  |                          |
| 7  | Unfinished             | 3:10  |                          |
| 8  | Hesitate               | 4:16  | Vierte und letzte Single |
| 9  | Nylon 6/6              | 3:38  |                          |
| 10 | Miracles               | 4:07  |                          |
| 11 | Pieces                 | 4:30  |                          |
| 12 | The Bitter End         | 3:33  |                          |
| 13 | Imperfect              | 4:22  |                          |
| 14 | Threadbare             | 5:44  |                          |
| 15 | Hate Not Gone          | 3:51  | Nur auf Special Edition  |
| 16 | Anna                   | 3:30  | Nur auf Special Edition  |
| 17 | Home Again             | 3:54  | Nur auf Special Edition  |
| 18 | Saturday Morning       | 3:15  | Bonus-Track auf iTunes   |